# バナーブリッジ
バナーブリッジは、2003年7月にサービス開始されたアフィリエイト・サービス・プロバイダで、ASP事業者として2tier制度を初めて導入したASPである。運営会社のテレコムクレジット株式会社は決済代行会社で、クレジットカードやコンビニ決済、などの決済代行サービス全般を営んでいる企業である。2006年にムーターと提携し「Mooterフリー検索ボックス」の無料配布、「検索ワードレポート」の無料提供を開始。

## 沿革
- 1993年3月 - 設立
- 2003年7月 - アフィリエイト・サービス・プロバイダ「バナーブリッジ」のサービス提供開始
- 2007年1月 - モバイル専用「モブリ」のサービス提供開始
　　※2016年7月31日をもって「バナーブリッジ」へサービス統合